# Међународно приватно право
Међународно приватно право је грана права која се бави надлежношћу судова, правом које се примењује на спор са елементом иностраности и признањем и извршењем страних судских и арбитражних одлука. Одлучујућа особина ове гране права је да она решава грађанске спорове са елементом иностраности. 

## Елемент иностраности
Једна од основних особина права уопште је његова територијална ограниченост. Судови једне земље, по правилу, не могу одлучивати о споровима који са тим судовима немају никакве територијалне везе нити могу применити право сопствене државе у тим ситуацијама. По аналогији, стране судске одлуке не производе исто дејство као и домаће. 
Елемент иностраности је чињеница везана за спор која може довести у питање домаћи карактер спора, тиме га претворити у страни и самим тим активирати правила МПП-а. На пример, странке у спору могу бити страни држављани или имати пребивалиште у иностранству, сам спор је могао настати у страној земљи или је пресуда тамо донета и треба да буде призната у домаћој земљи. Другим речима, елемент иностраности ставља у дејство правила МПП-а. 
Судови морају по службеној дужности да пазе на инострани карактер спора и да примене правила МПП-а.

## Надлежност судова
Да би спор са елементом иностраности био решен пред домаћим судом потребно је да постоји инострана надлежност овог суда. Правила о надлежности се разликују од државе до државе али им је заједничко то да суд преузима надлежност када је спор на неки начин везан за домаћу територију. То може бити пре свега држављанство странака или њихово пребивалиште или боравиште, али и други чиниоци као нпр. место где је спор настао, место где се штета догодила или где је уговор извршен. 
Разликују се општа надлежност, која може увек бити примењена и посебна, која постоји само ако се стекну неке додатне околности. Правило опште надлежности, на пример, је правило да туженик може бити тужен у држави чији је држављанин. Правило посебне надлежности је, на пример, правило да се може тужити у држави где је настао штетни догађај.
У Европској унији правила о међународној надлежности су регулисана у грађанским споровима су решена у Бриселској регулативи о признању и извршењу судских одлука из 2001. (претходно Бриселска конвенција из 1968) Основна надлежност тамо постоји ако туженик има пребивалиште у некој земљи чланици (члан 2). Посебна надлежност је решена у члану 5. који говори, између осталог, о уговорима и о штетним догађајима.

## Колизионе норме
Када једном суд преузме надлежност, потребно је да одлучи о томе које ће се право применити на спор. 
Странке у великом броју случајева имају могућност да саме одлуче о томе (аутономија воље) али ако оне то не учине, закон о МПП-у одређује које се право примењује. То је најчешће право са којим се спор најуже везан.
Закони одређују право које се примењује на уговор у одсуству договора странака. Тако Римска конвенција из 1980. године, која важи у земљама чланицама ЕУ, каже да је то право државе где роба има бити испоручена.

## Норме обавезне примене и јавни поредак
Постоје норме једног правног поретка које понекад морају бити примењене без обзира на то да ли се на спор примењује страно или домаће право. То су норме обавезне примене и норме о јавном поретку. Прве имају позитиван карактер јер се примењују уз регуларно право (било да је оно страно или домаће) док су друге негативне јер имају задатак да спрече примену оних страних норми које су у супротности са домаћим јавним поретком. Пример норми обавезне примене су норме о заштити потрошача. Пример норме јавног поретка је норма о забрани признања полигамних бракова.

## Признање и извршење судских одлука
Једна страна пресуда не производи аутоматски дејство у домаћем правном поретку већ мора бити призната и извршена. Она ће то бити ако се стекну одређени услови међу којима се најчешће појављују: правилно одређена надлежност страног суда, процесна исправност и јавни поредак. У Европској унији могућност непризнавања одлука из других ЕУ земаља је смањена практично само на јавни поредак. Овиме је начињен значајан корак ка слободи протока пресуда у ЕУ.

## Значај
У савременом свету повећава се значај МПП-а јер се повећава број трансакција са међународним карактером. Данас, супротно прошлом веку, правила о надлежности судова имају много већи значај од правила о праву које се примењује на спор. То је стога што се стране у спору поравнавају у највећем броју случајева много пре него што спор доспе на суд. У том случају је унапред познато које право ће одређени суд применити па се цео спор претвара у трку да се добије надлежност онога суда који ће странки дати најбоље решење.